# لودفيغ بيكر
لودفيغ بيكر (بالألمانية: Ludwig Becker) (و. 1855 – 1940 م) هو مهندس معماري من ألمانيا. ولد في كولونيا. توفي في ماينتس.

## أعمال بارزة
من أهم أعماله:
- St. Josef
- Herz-Jesu-Kirche, Mainz.